# Guillaume de Thieuville
Guillaume de Thieuville, v. 1277 à Coutances et mort  le 31 octobre 1345 au Ménil-Garnier, est un évêque de Coutances du  XIVe siècle. Guillaume est fils de Raoul de Thieuville et d'Isabelle de Beaufay. Il est un neveu de Raoul de Thieuville,  évêque d'Avranches est un proche parent de Robert d'Harcourt, évêque de Coutances.

## Biographie
Guillaume de Thieuville est chanoine et archidiacre de l'église de Coutances et est élu évêque de Coutances en 1315. L'évêque fait faire des grandes restaurations au palais épiscopal et une galerie extérieure à la cathédrale. Il transfère à son église le chapitre de la chapelle ducale de Cherbourg.
À côté de notamment Pierre Bertrand, évêque d'Autun et Pierre Roger, archevêque de Sens et futur pape Clément VI, il a une dispute avec Pierre de Cugnières, avocat du roi, sur les juridictions laïque et ecclésiastique. Guillaume de Thieuville est baptisé du sobriquet Pierre-du-Coignet par allusion à une petite statue au nez de laquelle les enfants vont éteindre les cierges. C'est l'église qui va gagner la cause.

## Sources
- Auguste François Lecanu, Histoire des évêques de Coutances, 1839.